# Unione Sportiva Casertana 1979-1980
Questa pagina raccoglie le informazioni riguardanti l'Unione Sportiva Casertana nelle competizioni ufficiali della stagione 1979-1980.

## Rosa
| N. |                   | Ruolo | Calciatore          |
| -- | ----------------- | ----- | ------------------- |
|    | Italia (bandiera) | D     | Claudio Amato       |
|    | Italia (bandiera) | D     | Rocco Capasso       |
|    | Italia (bandiera) | C     | Stefano Cappiello   |
|    | Italia (bandiera) | A     | Umberto Catarci     |
|    | Italia (bandiera) | A     | Arturo Cocci        |
|    | Italia (bandiera) | D     | Raffaele D'Agostino |
|    | Italia (bandiera) | C     | Vincenzo D'Aiello   |
|    | Italia (bandiera) | C     | Domenico Di Maio    |
|    | Italia (bandiera) | D     | Carmine Falso       |
|    | Italia (bandiera) | C     | Giuseppe Gasparrini |
|    | Italia (bandiera) | D     | Antonio Iazzetta    |

| N. |                   | Ruolo | Calciatore          |
| -- | ----------------- | ----- | ------------------- |
|    | Italia (bandiera) | D     | Pietro Lauri        |
|    | Italia (bandiera) |       | Lo Masto            |
|    | Italia (bandiera) | C     | Francesco Massaro   |
|    | Italia (bandiera) | C     | Antonio Moccia      |
|    | Italia (bandiera) | P     | Giovanni Pascarella |
|    | Italia (bandiera) | P     | Giuseppe Porrino    |
|    | Italia (bandiera) | A     | Giovanni Rea        |
|    | Italia (bandiera) | C     | Stefano Sacco       |
|    | Italia (bandiera) | C     | Roberto Sgolastra   |
|    | Italia (bandiera) | A     | Nicola Silva        |
|    | Italia (bandiera) | A     | Oscar Tacchi        |

## Risultati

### Campionato

#### Girone di andata
| 30 settembre 1979 1ª giornata | Casertana | 0 – 0 | LVPA Frascati |  |

| 7 ottobre 1979 2ª giornata | Civitanovese | 1 – 0 | Casertana |  |

| 14 ottobre 1979 3ª giornata | Casertana | 3 – 0 | Cassino |  |

| 21 ottobre 1979 4ª giornata | Osimana | 1 – 0 | Casertana |  |

| 28 ottobre 1979 5ª giornata | Casertana | 1 – 1 | L'Aquila |  |

| 4 novembre 1979 6ª giornata | ALMAS | 2 – 1 | Casertana |  |

| 11 novembre 1979 7ª giornata | Casertana | 1 – 0 | Civitavecchia |  |

| 18 novembre 1979 8ª giornata | Palmese | 4 – 0 | Casertana |  |

| 25 novembre 1979 9ª giornata | Casertana | 1 – 1 | Francavilla |  |

| 2 dicembre 1979 10ª giornata | Banco di Roma | 0 – 2 | Casertana |  |

| 9 dicembre 1979 11ª giornata | Casertana | 1 – 1 | Formia |  |

| 16 dicembre 1979 12ª giornata | Giulianova | 1 – 1 | Casertana |  |

| 30 dicembre 1979 13ª giornata | Casertana | 1 – 2 | Lanciano |  |

| 6 gennaio 1980 14ª giornata | Casertana | 2 – 0 | Vis Pesaro |  |

| 13 gennaio 1980 15ª giornata | Latina | 2 – 0 | Casertana |  |

| 20 gennaio 1980 16ª giornata | Casertana | 0 – 0 | Riccione |  |

| 27 gennaio 1980 17ª giornata | Avezzano | 2 – 1 | Casertana |  |

#### Girone di ritorno
| 3 febbraio 1980 18ª giornata | LVPA Frascati | 1 – 1 | Casertana |  |

| 10 febbraio 1980 19ª giornata | Casertana | 1 – 1 | Civitanovese |  |

| 17 febbraio 1980 20ª giornata | Cassino | 0 – 2 | Casertana |  |

| 24 febbraio 1980 21ª giornata | Casertana | 1 – 1 | Osimana |  |

| 2 marzo 1980 22ª giornata | L'Aquila | 0 – 0 | Casertana |  |

| 9 marzo 1980 23ª giornata | Casertana | 1 – 0 | ALMAS |  |

| 16 marzo 1980 24ª giornata | Civitavecchia | 1 – 1 | Casertana |  |

| 23 marzo 1980 25ª giornata | Casertana | 1 – 0 | Palmese |  |

| 30 marzo 1980 26ª giornata | Francavilla | 2 – 1 | Casertana |  |

| 13 aprile 1980 27ª giornata | Casertana | 1 – 0 | Banco di Roma |  |

| 20 aprile 1980 28ª giornata | Formia | 1 – 1 | Casertana |  |

| 27 aprile 1980 29ª giornata | Casertana | 0 – 0 | Giulianova |  |

| 11 maggio 1980 30ª giornata | Lanciano | 2 – 2 | Casertana |  |

| 18 maggio 1980 31ª giornata | Vis Pesaro | 3 – 1 | Casertana |  |

| 25 maggio 1980 32ª giornata | Casertana | 0 – 1 | Latina |  |

| 1º giugno 1980 33ª giornata | Riccione | 2 – 1 | Casertana |  |

| 8 giugno 1980 34ª giornata | Casertana | 1 – 0 | Avezzano |  |